# Giovanni V Malatesta
Giovanni V Malatesta Ardimentoso (... – Mantova, 1432) è stato un condottiero italiano.

## Biografia
Giovanni V Malatesta, figlio di Ramberto, militò per Giangaleazzo Visconti, riportando la fama e la nomina di Ardimentoso.
Militò in seguito per Carlo e Pandolfo Malatesta. Morto Carlo, governò lo stato per i figli di lui.
Godé io favori di Galeotto Roberto, me per opera di Margherita d'Este, sposa a costui venne allontanato. Andò allora presso i signori di Pesaro, ambiziosi di accrescere il loro dominio, ed ebbe la promessa della signoria di Rimini e Cesena.
Penetrato in Cesena ebbe come seguaci i suoi antichi colleghi ed incitò il popolo a tumiltuare, assalendo il palazzo del podestà e devastandolo. Il giorno dopo, 6 maggio 1431, conquistata la rocca, si fece proclamare signore dai suoi partigiani. Molti dei suoi seguaci, intanto defezionarono e si prepararono a resistergli con le armi.
Il popolo si sollevò e avendo appreso che Giovanni teneva in ostaggio Galeotto Roberto, cacciò via i seguaci di Giovanni, il quale dovette fuggire da Rimini.
Vi tornò con un salvacondotto per scolparsi. Galeotto lo perdonò a patto che andasse in confino a Ferrara. Giovanni non obbedì e si fermò a Faenza per tramare nuove insidie. Allora si procedette con grande rigore contro di lui, gli si distrussero le case e lo si confinò a Mantova, ove morì.

## Discendenza
Sposò nel 1402 Verde Degli Atti ma non ebbero figli.